# Thiếu nữ nổi loạn
Thiếu nữ nổi loạn (tựa gốc tiếng Anh: The Runaway) là một phim điện ảnh tiểu sử chính kịch của Mỹ năm 2010 về ban nhạc rock cùng tên vào thập niên 1970 do Floria Sigismondi đạo diễn kiêm viết kịch bản. Phim dựa trên cuốn sách Neon Angel: A Memoir of a Runaway của giọng ca chính trong ban nhạc là Cherie Currie. Phim có sự góp mặt của Dakota Fanning vai Currie, Kristen Stewart vai guitarist kiêm giọng ca chính Joan Jett và Michael Shannon vai nhà sản xuất nhạc Kim Fowley. Runaways mô tả sự thành lập của ban nhạc vào năm 1975 và tập trung vào mối quan hệ giữa Currie và Jett cho đến khi Currie rời khỏi ban nhạc. Bộ phim thu về khoảng 4,7 triệu USD trên toàn thế giới và nhận được những đa số đánh giá tích cực từ các nhà phê bình.

## Diễn viên

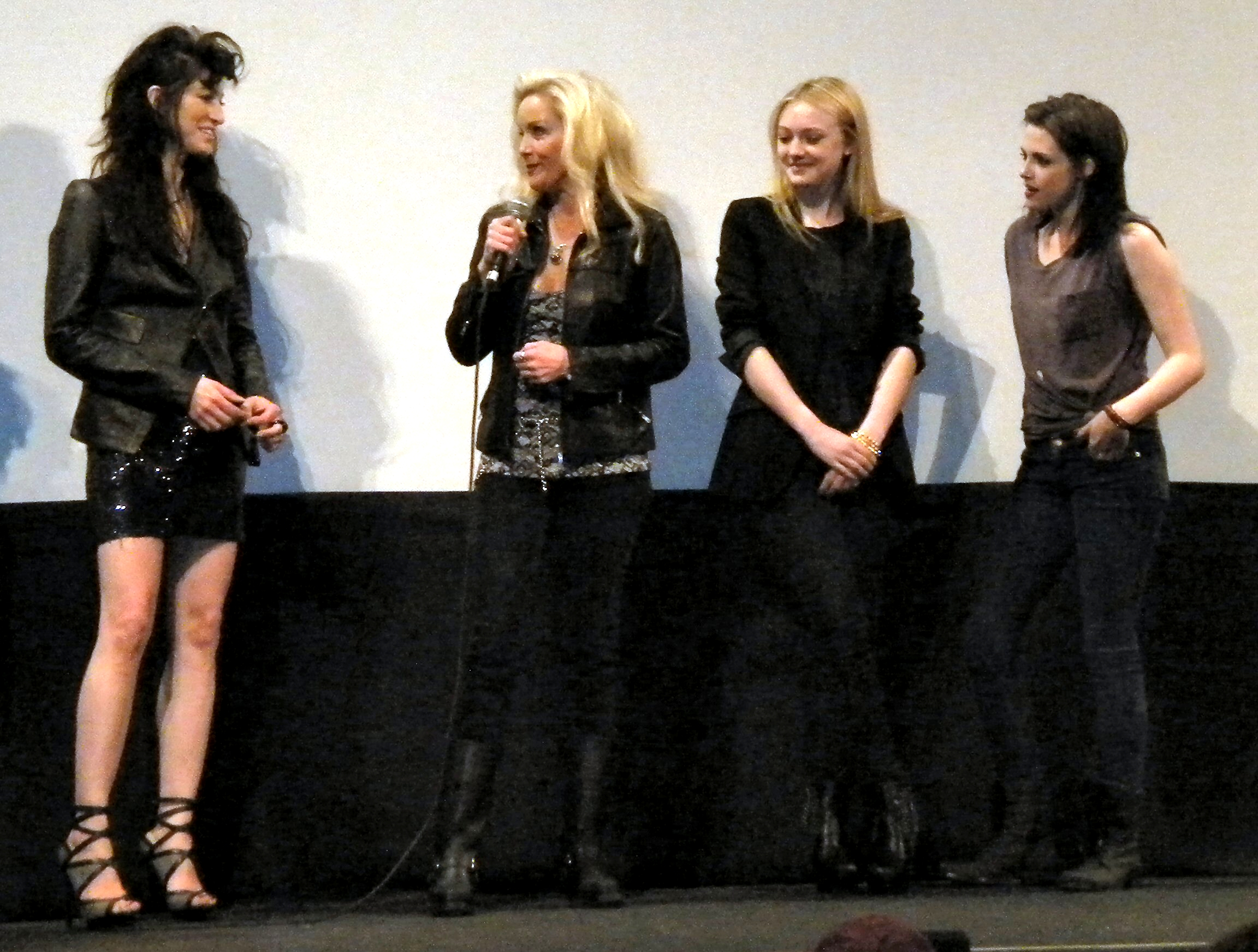
(trái qua phải) Floria Sigismondi, Cherie Currie, Dakota Fanning và Kristen Stewart

- Dakota Fanning trong vai Cherie Currie
- Kristen Stewart trong vai Joan Jett
- Stella Maeve trong vai Sandy West
- Scout Taylor-Compton trong vai Lita Ford
- Michael Shannon trong vai Kim Fowley
- Johnny Lewis trong vai Scottie
- Alia Shawkat trong vai Robin[2]
- Riley Keough trong vai Marie Currie
- Hannah Marks trong vai Tammy, một fan ruột
- Keir O'Donnell trong vai Rodney Bingenheimer
- Tatum O'Neal trong vai Marie Harmon, ca sỹ và mẹ của Cherie
- Brett Cullen trong vai Mr. Currie, bố của Cherie
- Brendan Sexton III trong vai Derek
- Robert Romanus trong vai giáo viên guitar
- Nick Eversman trong vai Ricky